# Новопарафиевский сельский совет Харьковской области
Новопарафиевский сельский совет — входит в состав Кегичевского района Харьковской области Украины.
Административный центр сельского совета находится в селе Новая Парафиевка.

## История
- 1932 — дата образования.

## Населённые пункты совета
- село Новая Парафиевка